# César Barbosa
César Barbosa ( 1954 - ) es un biólogo, ornitólogo, y botánico colombiano.
En 1976 obtuvo su licenciatura en Biología de la Universidad Nacional de Colombia con una síntesis final de graduación sobre Flora Genérica de Colombia. Leguminosae, Faboideae, Tribu Galegeae.
Ha realizado expediciones botánicas por Colombia, y ha acompañado a zoológicas . Y se ha especializado en leguminosas. Es investigador del Herbario del Instituto Nacional de Recursos Naturales y del Ambiente INDERENA, Colombia
En agosto de 2008 ha identificado y nombrado a 41 nuevas spp., publicando dichos resultados en Trianea, Acta Cient. Tecnol. Inderena, y en Caldasia.
- La abreviatura «C.Barbosa» se emplea para indicar a César Barbosa como autoridad en la descripción y clasificación científica de los vegetales.[5]